# Stora Saltsjön
Stora Saltsjön (engelska: Great Salt Lake) är en endorheisk (avloppslös) insjö i Utah, nära delstatens huvudstad Salt Lake City. 
Storleken på sjöns yta varierar starkt, men i genomsnitt har den varit ca 4 400 kvadratkilometer. Det motsvarar en yta något mindre än Vänern. Stora Saltsjön är världens 37:e största insjö och en av världens största saltsjöar. Ytan ligger omkring 1 280 meter över havet. Största djupet vid medelvattenstånd är endast cirka tio meter, medan medeldjupet är cirka fyra meter. Salthalten varierar mellan cirka 5 och 27 procent, beroende på vattenståndet, och sjön har även kallats ”Amerikas Döda hav”.
Stora Saltsjön är hotad. År 2022, efter år av ihållande torka, hade sjön förlorat 73% av sitt vatten och 60% av sin yta. När vattennivån sjunker, blottas den giftiga botten, vilket förgiftar luften runt Salt Lake City.